# Доравілл (Джорджія)
Доравілл (англ. Doraville) — місто (англ. city) в США, в окрузі Декальб штату Джорджія. Населення — 10 623 особи (2020).

## Географія
Доравілл розташований за координатами 33°54′24″ пн. ш. 84°16′30″ зх. д. / 33.90667° пн. ш. 84.27500° зх. д. (33.906748, -84.274921).  За даними Бюро перепису населення США в 2010 році місто мало площу 9,29 км², з яких 9,28 км² — суходіл та 0,01 км² — водойми. В 2017 році площа становила 12,73 км², з яких 12,72 км² — суходіл та 0,01 км² — водойми.

## Демографія
Згідно з переписом 2010 року, у місті мешкало 8330 осіб у 2588 домогосподарствах у складі 1707 родин. Густота населення становила 897 осіб/км².  Було 2811 помешкання (303/км²).
Расовий склад населення:
| - 44,0 % — білих - 17,7 % — азіатів - 9,6 % — чорних або афроамериканців - 1,2 % — корінних американців - 0,2 % — вихідців з тихоокеанських островів - 24,0 % — осіб інших рас |

До двох чи більше рас належало 3,4 %. Частка іспаномовних становила 49,4 % від усіх жителів.
За віковим діапазоном населення розподілялося таким чином: 24,8 % — особи молодші 18 років, 68,0 % — особи у віці 18—64 років, 7,2 % — особи у віці 65 років та старші. Медіана віку мешканця становила 31,7 року. На 100 осіб жіночої статі у місті припадало 121,0 чоловіків;  на 100 жінок у віці від 18 років та старших — 125,6 чоловіків також старших 18 років.
Середній дохід на одне домашнє господарство  становив 52 174 долари США (медіана — 42 482), а середній дохід на одну сім'ю — 48 490 доларів (медіана — 40 192). Медіана доходів становила 25 985 доларів для чоловіків та 24 583 долари для жінок. За межею бідності перебувало 24,3 % осіб, у тому числі 40,7 % дітей у віці до 18 років та 16,9 % осіб у віці 65 років та старших.
Цивільне працевлаштоване населення становило 5694 особи. Основні галузі зайнятості: будівництво — 18,9 %, науковці, спеціалісти, менеджери — 14,5 %, мистецтво, розваги та відпочинок — 14,4 %.